# Saint-Dizier
Saint-Dizier is een gemeente in het Franse departement Haute-Marne (regio Grand Est). De gemeente telde 22.811 inwoners op 1 januari 2022. Het is daarmee de grootste stad van het departement. De plaats is de onderprefectuur van het arrondissement Saint-Dizier.
Saint-Dizier heeft een verleden als vestingstad en als centrum van metaalindustrie. 
De inwoners van de stad worden Bragards genoemd.

## Geschiedenis
De plaats werd voor het eerst vermeld in de 9e eeuw en hing toen af van de graven van Champagne. Een eerste kasteel werd gebouwd in de 12e eeuw maar Saint-Dizier werd pas belangrijk toen Gwijde II van Dampierre een nieuw kasteel bouwde als heer van Saint-Dizier. In die periode werd ook de kerk Notre-Dame gebouwd. Tot 1401 waren de heren van Saint-Dizier afkomstig uit het huis Dampierre. Daarna werd het een koninklijke vesting met stadsmuren en grachten die onder water konden worden gezet. De stad kende oorlogsgeweld tijdens de Honderdjarige Oorlog en tijdens de Hugenotenoorlogen. In de zomer van 1544 belegerde keizer Karel V de stad met een leger van 42.000 man. Na een maand moest hij het beleg opgeven.
Vanaf de 16e eeuw kende de stad een sterke economische groei dankzij haar metaalnijverheid. In Saint-Dizier werden wapens en munitie voor het Franse leger geproduceerd, vooral tijdens de Napoleontische oorlogen. Tot het midden van de 19e eeuw werden de producten van de metaalnijverheid en ook hout via de Marne naar Parijs vervoerd. Daar kwam verandering na de opening van een kanaal (1866) en een spoorwegstation.
Tijdens de Eerste Wereldoorlog lag de stad op een strategische positie achter het front. Er kwam een luchtmachtbasis waar jachteskaders gestationeerd waren. Saint-Dizier bleef een belangrijke industriestad en na de Tweede Wereldoorlog bloeiden de auto- en de luchtvaartindustrie.

## Geografie
De oppervlakte van Saint-Dizier bedroeg op 1 januari 2022 47,69 vierkante kilometer; de bevolkingsdichtheid was toen 478,3 inwoners per km².
De Marne stroomt door de gemeente. In het zuiden van de gemeente ligt een deel van het Forêt du Val, een groot bosgebied dat zich uitstrekt tussen de valleien van de Marne en de Blaise.
De onderstaande kaart toont de ligging van Saint-Dizier met de belangrijkste infrastructuur en aangrenzende gemeenten.

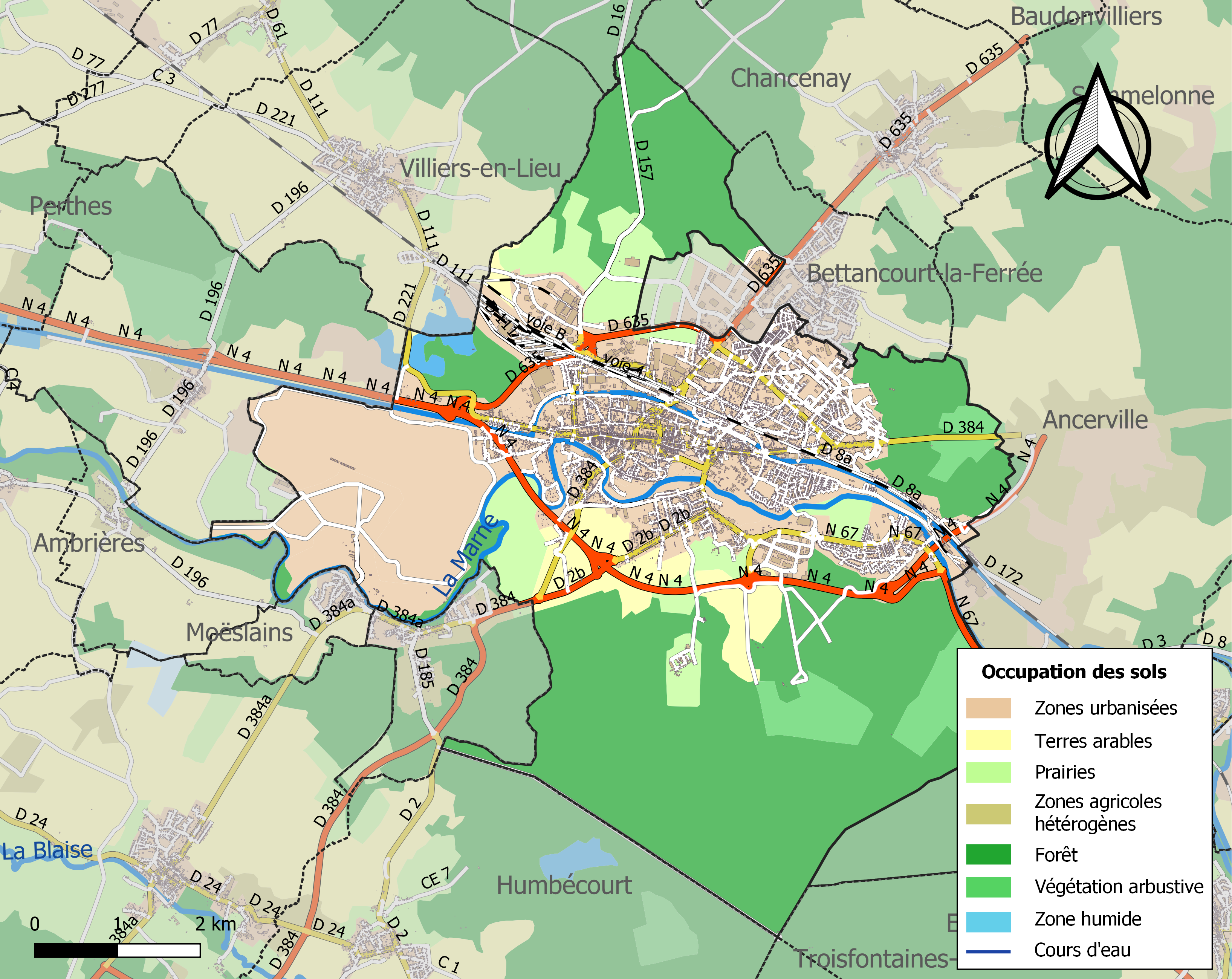

## Verkeer en vervoer
In de gemeente ligt spoorwegstation Saint-Dizier.

## Demografie
Onderstaande figuur toont het verloop van het inwonertal (bron: INSEE-tellingen).

## Economie
Van oudsher is de metaalindustrie belangrijk in Saint-Dizier, van de productie van auto- en vliegtuigonderdelen tot gegoten kunstobjecten. Belangrijke bedrijven in de stad zijn staalbedrijf Hachette & Driout en ijscrèmefabrikant Cogesal-Miko.
Bij Saint-Dizier ligt de luchtmachtbasis Saint-Dizier-Robinson (BA113), een basis van de Franse luchtmacht.

## Bezienswaardigheden
De stad verloor haar middeleeuwse uiterlijk voor een groot deel na een stadsbrand in 1775, die twee derde van de huizen vernielde. De stad kent enkele belangrijke monumenten uit de 19e eeuw zoals het stadhuis en het theater (eerst graanhal).
Het Musée de Saint-Dizier, het gemeentelijk museum, heeft een collectie van meer dan 25.000 stukken in heel diverse domeinen. Hieronder zijn stukken van drie Frankische graven uit de 6e eeuw gevonden in de gemeente.
MUSE Saint-Dizier is een kunstmuseum.

### Galerij

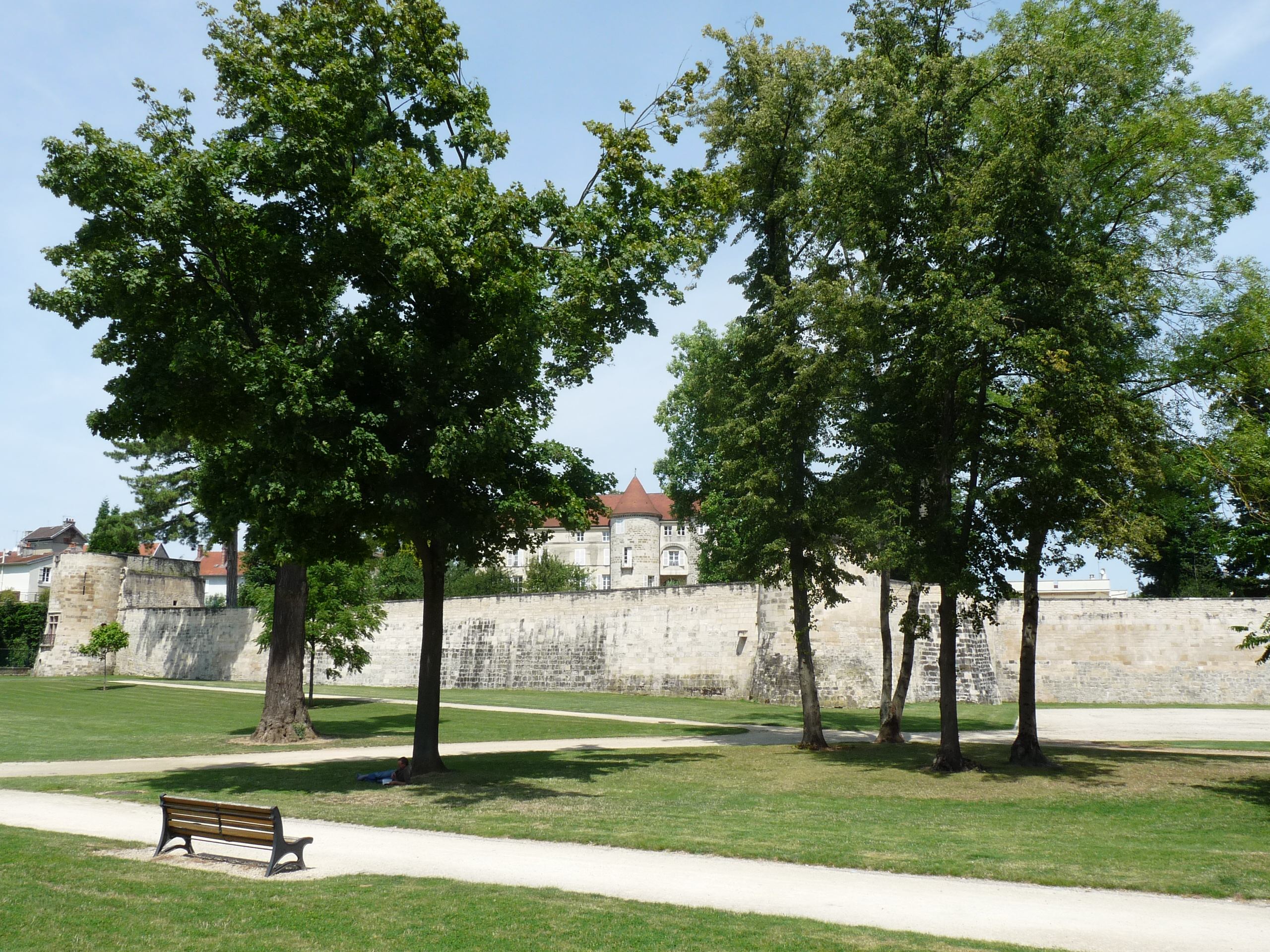
Stadsmuur
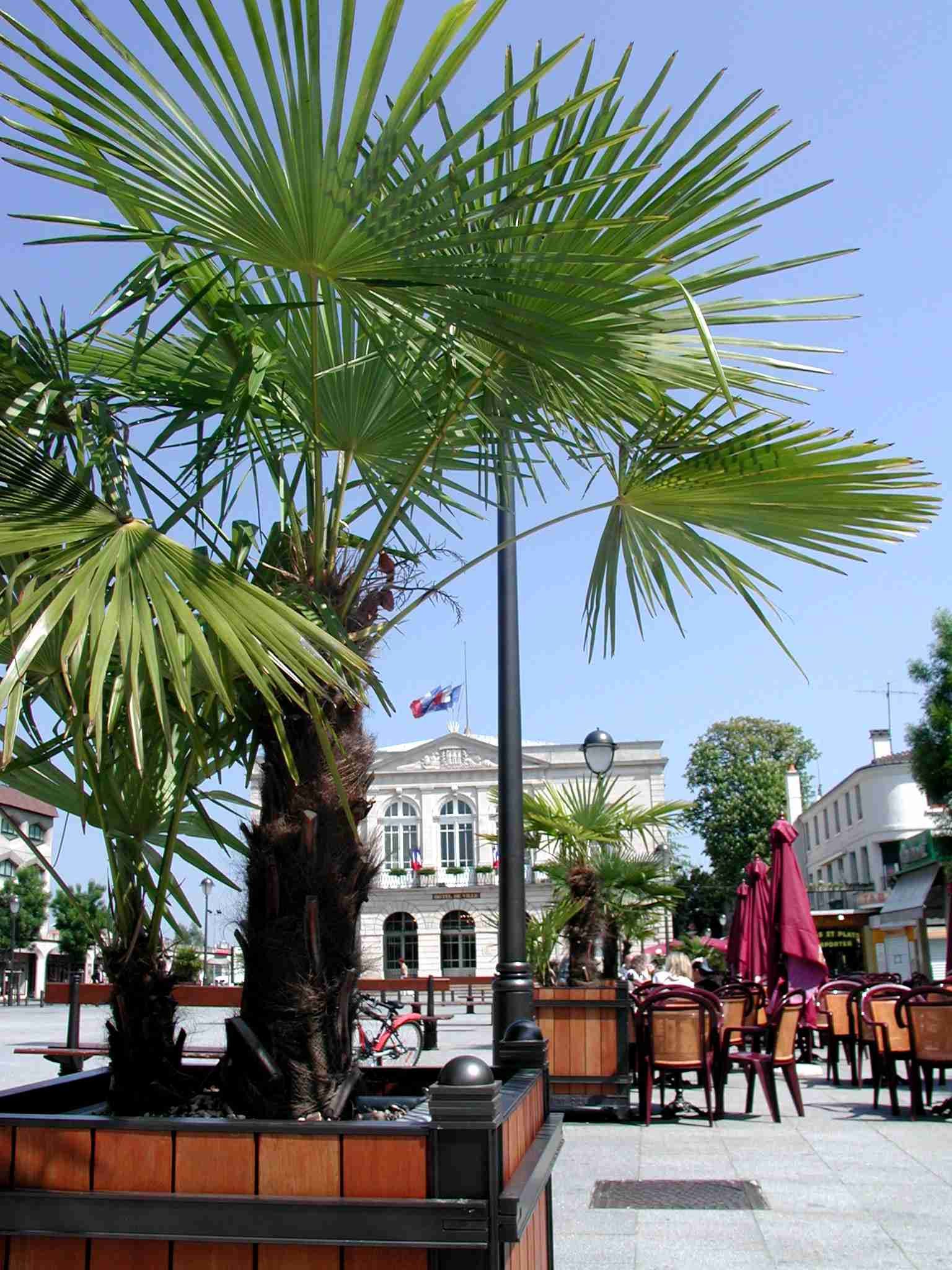
Place Aristide Briand met gemeentehuis
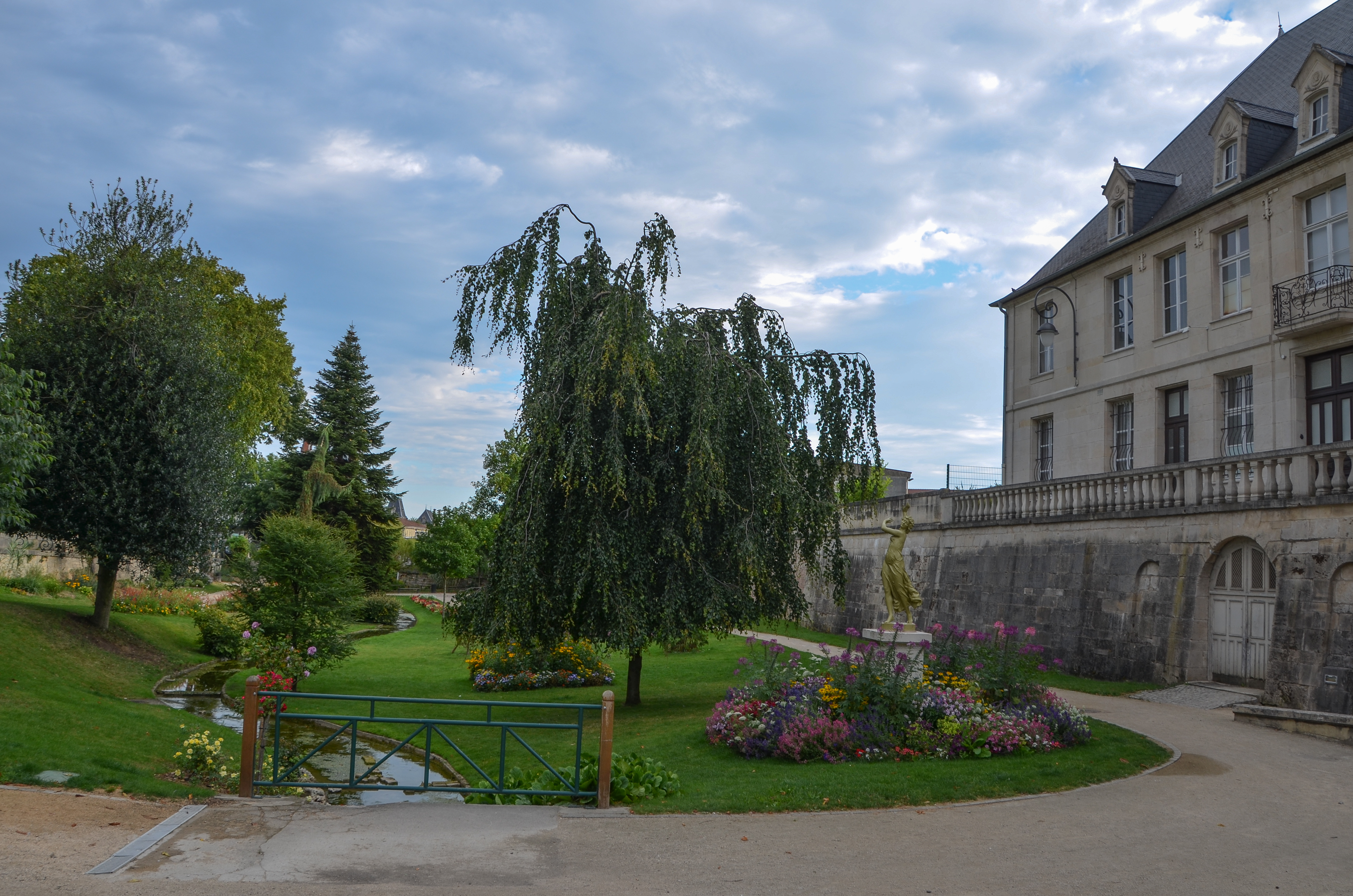
Gemeentelijk museum